# Oreneta gorjablanca
L'oreneta gorjablanca (Hirundo albigularis) és una espècie d'ocell de la família dels hirundínids (Hirundinidae). Es troba a Angola, Botswana, República Democràtica del Congo, Eswatini, Lesotho, Malawi, Moçambic, Namíbia, Sud-àfrica, Zimbàbue i Zàmbia. Els seus hàbitats principals són la sabana seca, els herbassars tropicals i subtropicals (humids i inundables), els herbassars temperats, els cursos d'aigua, els llacs i embassaments, els jardins rurals i les àrees urbanes. El seu estat de conservació es considera de risc mínim.